# Castelo de Lorentzen

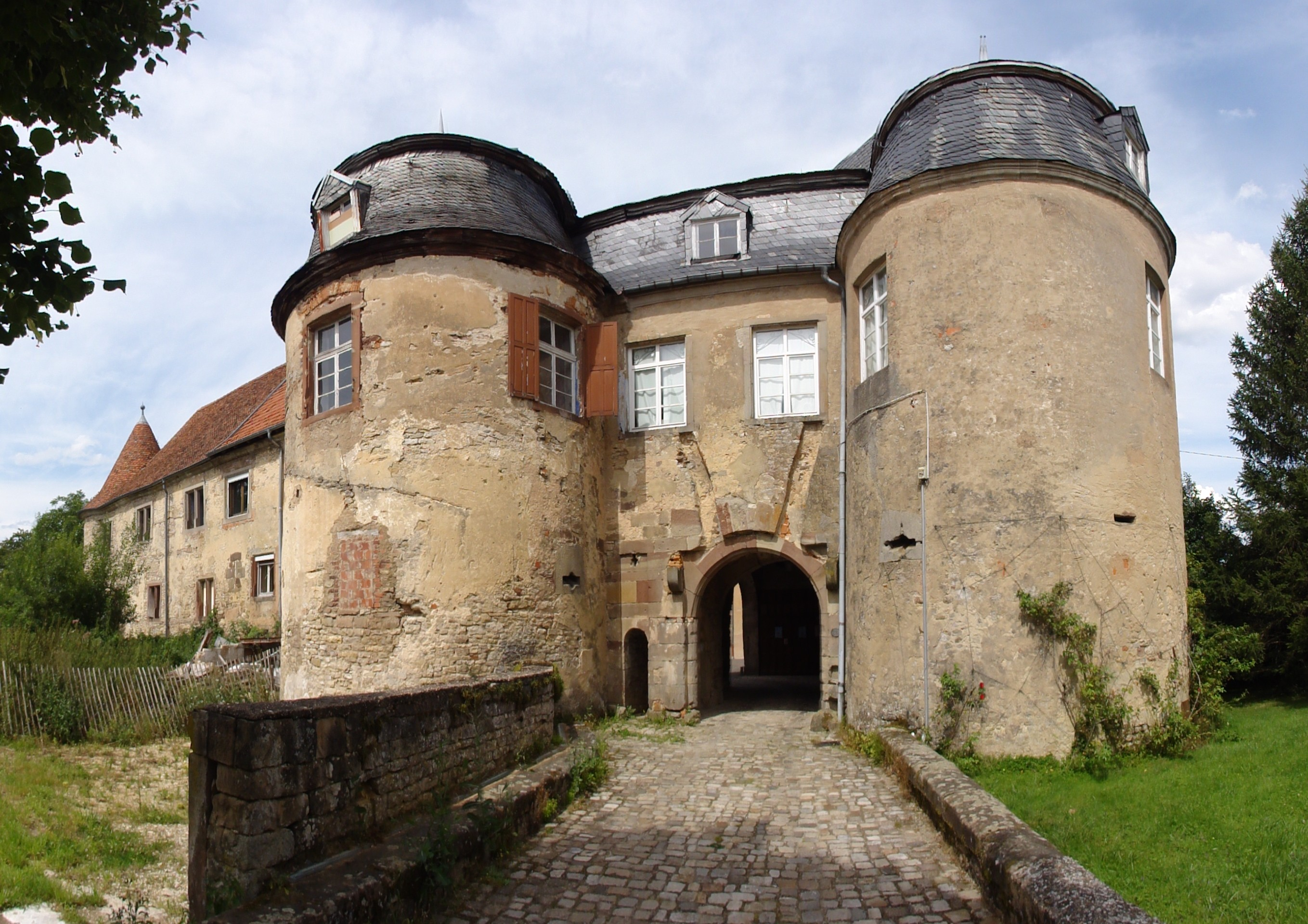
Château de Lorentzen

Château de Lorentzen é um castelo localizado na comuna de Lorentzen, no departamento de Bas-Rhin, Alsácia, na França. É classificado como um monumento histórico desde 1990.